# Tatiana Chebikina
Tatiana Chebikina (Ekaterimburgo, Rusia, 22 de noviembre de 1968) es una atleta rusa, especializada en la prueba de 4x400 m, en la que llegó a ser campeona mundial en 1999.

## Carrera deportiva
En el Mundial de Gotemburgo 1995 ganó la medalla de plata en los relevos 4x400 m, tras Estados Unidos y por delante de Australia.
Y en el Mundial de Sevilla 1999 ganó la medalla de oro en la misma prueba, con un tiempo de 3:21.98 segundos, por delante de Estados Unidos y Alemania, siendo sus compañeras de equipo: Svetlana Goncharenko, Olga Kotlyarova y Natalya Nazarova.